# Kate Micucci
Kate Micucci (ur. 31 marca 1980) – amerykańska aktorka, piosenkarka, ukulelistka, komik. Znana między innymi z roli Stephanie Gooch z serialu Hoży doktorzy. Razem z Riki Lindhome tworzy kabaretowo-muzyczny duet Garfunkel and Oates.

## Kariera
Karierę telewizyjną zaczynała od małych ról w serialach komediowych. W 2006 wystąpiła między innymi w pojedynczych odcinkach Zwariowanego świata Malcolma i Jak poznałem waszą matkę. W latach 2008–2009 można było ją zobaczyć w dostępnej na Youtube'ie serii skeczy Elevator Show. Od 2009 roku występowała w serialu Hoży doktorzy, jako Stephanie Gooch - dziewczyna prawnika Teda Bucklanda. W pięciu odcinkach, w których zagrała, można było również usłyszeć jej piosenki (m.in. Mr. Moon, Screw You, The happy song) wykonywane przy akompaniamencie ukulele. W międzyczasie zagrała w kilku filmach. Jednym z nich była komedia Bart Got a Room, do której wraz z Williamem H. Macym nagrała promującą film piosenkę.
Kate Micucci występowała z własnym programem Playin' with Micucci w Steve Allen Theater mieszczącym się przy Hollywood Boulevard.
W 2009 roku wydała minialbum pod tytułem Songs. W 2010 pojawił się jej kolejny minialbum zatytułowany E.P. Phone Home.
Od stycznia 2013 roku Kate Micucci występowała w serialu Teoria wielkiego podrywu, gdzie wcielała się w rolę Lucy - dziewczyny zmagającej się z chorobliwą nieśmiałością, która spotyka się z mającym podobną przypadłość Rajeshem.

## Dyskografia
- Songs, 25 stycznia, 2009
  - 1. Walking in Los Angeles
  - 2. Out the Door
  - 3. Mr. Moon
  - 4. Dear Deer
  - 5. Just Say When
- Music Songs EP (jako Garfunkel and Oates), 1 stycznia, 2009
  - 1. Pregnant Women are Smug
  - 2. I Would Never (Have Sex with You)
  - 3. Me, You and Steve
  - 4. Fuck You
  - 5. Only You
  - 6. One Night Stand
  - 7. Silver Lining
  - 8. As You Are
- All Over Your Face (jako Garfunkel and Oates), 1 lutego, 2010
  - 1. You, Me and Steve
  - 2. Weed Card
  - 3. Pregnant Women are Smug
  - 4. Gay Boyfriend
  - 5. Fuck You
  - 6. Sex With Ducks
  - 7. This Party Took a Turn for the Douche
  - 8. Running With Chicken
  - 9. One Night Stand
  - 10. Places to Rest
- E.P. Phone Home, 22 listopada, 2010
  - 1. I have a Crush on My Teacher
  - 2. The Happy Song
  - 3. For My Dog Jack
  - 4. Song for the Late Night People
  - 5. Soup in the Woods
  - 6. Taking Chances
- Slippery When Moist (jako Garfunkel and Oates), 7 lutego, 2012
  - 1. Wow
  - 2. Go Kart Racing [Explicit]
  - 3. I Don't Know Who You Are [Explicit]
  - 4. Handjob, Blandjob, I Don't Understand Job [Explicit]
  - 5. Save the Rich [Explicit]
  - 6. Hey Girl in the Moonlight
  - 7. The Ex-Boyfriend Song [Explicit]
  - 8. Silver Lining [Explicit]
  - 9. I Would Never (Have Sex with You) [Explicit]
  - 10. Google [Explicit]
  - 11. I Would Never (Dissect a Ewe)
  - 12. My Apartment's Very Clean Without You [Explicit]
  - 13. Go

## Wybrana filmografia

### Filmy
- 2019: Steven Universe: The Movie
- 2012: Decoding Annie Parker jako Rachel
- 2011: Smothered jako Susie
- 2010:
  - Pewnego razu w Rzymie (When in Rome) jako Stacy
  - Lee Mathers jako Chelsea
- 2009:
  - The Last Hurrah jako Susan
  - Imaginary Larry jako Kate
- 2008:
  - Finfing Amanda jako Thin
  - Bart Got a Room jako Abby
  - Husband for Hire Bubble
- 2009: Beat The Street jako Roxy

### Seriale
- 2013: Teoria wielkiego podrywu (The Big Bang Theory) jako Lucy
- 2012: Świry (Psych) jako Penny Chalmers
- 2011: Podmiejski czyściec (Suburgatory) jako Cindy
- 2010:
  - Znudzony na śmierć (Bored to Death)
  - Dopóki śmierć nas nie rozłączy (Til Death) jako Ally
  - Dorastająca nadzieja (Raising Hope) jako Shelley
- 2009:
  - Hoży doktorzy (Scrubs) jako Stephanie Gooch
  - Sposób użycia (Rules of Engagement) jako Tanya
- 2007: Cory w Białym Domu (Cory in the House) jako Becky
- 2006:
  - Jak poznałem waszą matkę (How I met your Mother) jako Registar
  - Zwariowany świat Malcolma (Malcolm in the Middle) jako Heather
- 2022: Gabinet Osobliwości Guillermo del Toro(inne języki) (Guillermo del Toro's Cabinet of Curiosities) jako Stacey